# Полозов Кирило Костянтинович
Кирило Костянтинович Полозов (рос. Кирилл Константинович Полозов; 15 січня 1991, м. Уфа, СРСР) — російський хокеїст, лівий/правий нападник. Виступає за «Торос» (Нефтекамськ) у Вищій хокейній лізі. Кандидат у майстри спорту.
Вихованець хокейної школи «Салават Юлаєв» (Уфа). Виступав за «Салават Юлаєв» (Уфа), «Толпар» (Уфа), «Торос» (Нефтекамськ).
Досягнення
- Чемпіон ВХЛ (2012).